# Neuenstadt am Kocher
Neuenstadt am Kocher (in alemanno Neuestadt) è un comune tedesco di 9 540 abitanti, situato nel land del Baden-Württemberg.

## Amministrazione

### Gemellaggi
Neuenstadt è membro del gemellaggio internazionale "Neustadt in Europa", che riunisce 36 città e comuni che portano nel nome la dicitura Neustadt ("città nuova").